# Gelis bicolor
Gelis bicolor är en stekelart som först beskrevs av Charles Joseph de Villers 1789.  Gelis bicolor ingår i släktet Gelis och familjen brokparasitsteklar. Arten är reproducerande i Sverige. Inga underarter finns listade i Catalogue of Life.